# Lumen FM
Lumen FM foi uma emissora de rádio brasileira sediada em Curitiba, capital do estado do Paraná. Operava no dial FM, na frequência 99.5 MHz, e era controlada pelo Grupo Lumen de Comunicação, pertencente ao Grupo Marista.

## História
A Lumen FM foi inaugurada em 17 de março de 2005, sendo uma iniciativa do Grupo Marista. A emissora foi fundada com foco na música nacional contemporânea. Era conhecida por promover shows de diversos artistas da MPB na capital. Em setembro de 2015, a Lumen FM iniciou uma nova fase de seu projeto artístico, onde passou a adotar um perfil adulto-contemporâneo e expandiu programas informativos e jornalísticos.
Em 20 de março de 2017, é divulgado que a Lumen FM seria encerrada a partir de 1 de maio. A decisão foi comunicada aos funcionários no mesmo dia e foi anunciado que a frequência passaria a ser ocupada pela Rádio Evangelizar, da Associação Evangelizar É Preciso, que também já havia adquirido a TV Lumen em 2011. No mesmo dia, o Grupo Lumen de Comunicação divulgou comunicado oficial informando que a descontinuação da emissora se deve a um planejamento estratégico "que busca concentrar os esforços nas frentes de educação". O grupo também informou que a ação obedeceu todos os trâmites legais e "teve parecer favorável do Ministério Público do Paraná".